# Can't get enough (álbum de Menudo)
Can't Get Enough es el vigésimo tercer álbum de estudio de la boy band puertorriqueña Menudo y el tercero lanzado en idioma inglés, por la discográfica RCA Victor, en 1986. La formación del grupo en este álbum incluyó a los integrantes: Charlie Massó, Robi Rosa, Ricky Martin, Raymond Acevedo y Sergio Gonzalez.
El álbum consta de nueve canciones: cinco inéditas y cuatro versiones traducidas al inglés del álbum Refrescante... de 1986. Las pistas alternan entre géneros como baladas románticas y rock bailable.

## Promoción
Como parte de su promoción, la discográfica Padosa lanzó un especial de televisión, dirigido y producido por Edgardo Díaz. Titulado Puerto Rico... La Tierra de Menudo, el especial incluyó comentarios de los integrantes y videoclips de siete de las nueve canciones del disco, además de tres canciones de álbumes anteriores, grabados en diversas localidades de Puerto Rico, tales como: "Marie (I Need You)", "Tell Me How You Feel", "No One Can Love You More", "Dolci Bacci", "Alegria", "Volta Para Mim", "I Can't Spend Another Day", "Old Enough to Love", "Jumpin' Over" y "Summer in the Streets".
El grupo promovió el álbum en Brasil. El 1 de mayo de 1987, se presentó en el programa Show Maravilha del SBT, conducido por Mara Maravilha, donde interpretaron las canciones "Maria (I Need You)" e "I Can't Spend Another Day", con la presencia del nuevo integrante, Ralphy Rodríguez.
En Filipinas, el grupo se presentó en el programa GMA Supershow, donde interpretaron la canción "Summer In The Streets" y recibieron un disco de oro por el álbum The Best of Menudo (1986), de manos del representante de OctoArts International.
En 1987, el grupo inició una gira titulada "Summer In The Streets Tour" (en referencia a la primera canción del álbum), que incluyó 34 presentaciones en ciudades de los Estados Unidos, y concluyó en agosto de ese año. La gira también celebró los diez años de carrera de Menudo y la llegada de Ralphy Rodríguez, quien sustituyó a Charlie Massó.

## Recepción crítica
Respecto a las críticas musicales, el crítico del sitio AllMusic otorgó al álbum tres estrellas de cinco, aunque no redactó ningún comentario al respecto.
Julio Brasilia, del periódico Diário do Pará, escribió una reseña afirmando que las canciones del álbum alternan entre "baladas románticas y rocks superbailables". Según él, el tema destacado del álbum es "No One Can Love You More", que estaba recibiendo alta rotación en las emisoras de radio.

## Desempeño comercial
La canción "No One Can Love You More" apareció en las listas musicales de Brasil, según publicaciones de los periódicos La Opinion y Jornal do Brasil.

## Lista de canciones
| N.º | Título                                               | Escritor(es) | Performer       | Duración |  |
| 1.  | «Summer In The Streets»                              |              | Robby Rosa      | 3:51     |  |
| 2.  | «We Have A Song»                                     |              | Robby Rosa      | 3:46     |  |
| 3.  | «Tell Me How You Feel»                               |              | Raymond Acevedo | 3:31     |  |
| 4.  | «No One Can Love You More»                           |              | Robby Rosa      | 3:57     |  |
| 5.  | «Old Enough To Love»                                 |              | Robby Rosa      | 3:22     |  |
| 6.  | «Jumpin' Over» (Salta La Valla)                      |              | Charlie Massó   | 3:25     |  |
| 7.  | «I Can't Spend Another Day» (Con Un Beso Y Una Flor) |              | Ricky Martin    | 3:37     |  |
| 8.  | «Stay With Me» (Besame)                              |              | Robby Rosa      | 4:00     |  |
| 9.  | «Marie (I Need You)» (Amiga Mia)                     |              | Sergio Gonzalez | 3:09     |  |